# Медицински факултет (Медицински университет – София)
Медицинският факултет е първият и най-големият факултет на Медицинския университет в София.
Основан е като факултет на Софийския университет през 1917 г. Негов пръв декан е проф. Стефан Петков.

## История
Законът за създаване на Медицинския факултет на Софийския университет е приет от XVII народно събрание на 10 ноември 1917 г. Публикуван е с постановление № 21 на цар Фердинанд, записано в правителствената Бяла книга на 22 ноември 1917 г.
Декани на факултета стават ректори на Софийския университет, последният от които е прочутият хирург и основател на Втора хирургия проф. Александър Станишев (1939). По негова идея университетът приема името на свети Климент Охридски.
През 1950 г. с Указ № 246 на Президиума на Народното събрание Медицинският факултет е отделен от Софийския университет и става основата на самостоятелно висше училище под името Медицинска академия. За неин ръководител е назначен проф. Марко Марков.
Създава се Институтът за усъвършенстване и специализация на лекарите (ИСУЛ) през 1950 г. Медицинската академия се преобразува във Висш медицински институт през 1954 г.
С решение на XXXVII народно събрание от 21 май 1995 г. и новия Закон за висшето образование от декември 1995 г. Висшият медицински институт в София се преименува в Медицински университет, чийто водещ факултет е Медицинският.

## Декани

### Списък
- проф. Стефан Петков (1917 – 1919)
- проф. Иван Кипров (1919 – 1920)
- проф. Тошко Петров (1920 – 1921; 1924 – 1925)
- проф. Владимир Алексиев (1921 – 1922)
- проф. Васил Моллов (1922 – 1923; 1936 – 1937)
- проф. Константин Пашев (1923 – 1924)
- проф. Атанас Теодоров (1925 – 1926)
- проф. Богомил Берон (1926 – 1927)
- проф. Стефан Ватев (1927 – 1928)
- проф. Андрей Сахатчиев (1928 – 1929; 1935 – 1936; 1938 – 1939)
- проф. Стоян Киркович (1929 – 1930)
- проф. Александър Станишев (1930 – 1931; 1937 – 1938)
- проф. Димитър Стаматов (1931 – 1932)
- проф. Димитър Ораховац (1932 – 1934; 1939 – 1941; 1943 – 1945)
- проф. Стоян Белинов (1934 – 1935)
- проф. Методий Попов (1941 – 1942)
- проф. Анастас Клисуров (1942 – 1943)
- проф. Иван Иванов (1945 – 1946)
- проф. Любен Попов (1946 – 1947)
- проф. Марко Марков (1947 – 1950)
- проф. Георги Узунов (1950 – 1952)
- проф. Борис Славков (1952 – 1956)
- проф. Георги Янков (1956 – 1958)
- проф. Райко Райнов (1958 – 1960)
- проф. Радан Раданов (1960 – 1962)
- проф. Георги Михайлов (1962 – 1964)
- проф. Любомир Томов (1964 – 1968)
- проф. Николай Попов (1968 – 1970)
- проф. Сашо Божинов (1970 – 1971)
- проф. Янаки Холевич (1971 – 1973)
- проф. Иван Ушев (1973 – 1976)
- проф. Никола Узунов (1976 – 1978)
- проф. Мария Златева (1978 – 1983)
- проф. Пейо Узунов (1983 – 1985)
- проф. Емил Стоянов (1985 – 1987)
- проф. Иван Михайлов (1987 – 1988)
- доц. Нено Славков (1988 – 1989)
- доц. Александър Георгиев (1989 – 1992)
- проф. Иван Смилов (1992 – 1999)
- проф. Николай Цанков (1999 – 2008)
- проф. Марин Маринов (2008 – 2016)
- чл.-кор. проф. Иван Митов (2016 – 2020 г.)
- проф. д-р Димитър Буланов (2020 – 2024 г.)
- проф. д-р Димитър Буланов (2024 – 2028 г.)

### Ръководство с мандат 2024 – 2028 г.
- Декан: проф. д-р Димитър Иванов Буланов, дм[2]
- Зам. декан по учебната дейност: проф. д-р Мая Цветанова Белитова – Желязкова, дм
- Зам. декан по учебната дейност – чуждестранни студенти: доц. д-р Влайко Емилов Воденичаров, дм
- Зам. декан по следдипломно обучение: проф. д-р Арман Шнорк Постаджиян, дм
- Зам. декан по научна дейност и развитие на академичния състав: проф. д-р Христо Димитров Георгиев, дмн

## Катедри

### Списък
- Акушерство и гинекология
- Анатомия, хистология и емрбиология
- Анестезиология и интензивно лечение
- Биология
- Вътрешни болести
- Дерматология и венерология
- Езиково обучение
- Клинична лаборатория и клинична имунология
- Клинична Фармакология
- Медицинска генетика
- Медицинска физика и биофизика
- Медицинска химия и биохимия
- Микробиология
- Неврология
- Нуклеарна медицина и лъчелечение
- Обща и клинична патология
- Обща медицина
- Ортопедия и травматология
- Офталмология
- Патофизиология
- Педиатрия
- Пропедевтика на вътрешните болести
- Психиатрия
- Социална медицина и здравен мениджмънт (до 2011 г.; след това в състава на Факултета по обществено здраве)
- Спорт
- Съдебна медицина
- Сърдечно-съдова хирургия
- УНГ болести
- Фармакология
- Физикална медицина и рехабилитация
- Физиология
- Хирургия

### „Биология“
Създава се заедно с първия в България медицински факултет. Неин основател и първи ръководител е проф. Методий Попов, който по-късно е избиран и за декан на Медицинския факултет.
Днес Катедрата обучава студенти по медицина, стоматология и фармация, а дисциплината медицинска биология е призната за самостоятелна специалност в системата на здравеопазването. Преподават се 3 еволюционно и логично свързани раздела: „Обща биология и имунология", „Сравнителна анатомия на гръбначните“, „Паразитология“.
Сред основните направления в катедрата е биологията на развитието и репродуктивна медицина. През 1987 г. е създадено първото в България „бебе в епруветка“, благодарение на което днес in vitro оплождането е рутинна техника в България. Процедурата е извършена от проф. д-р Илия Ватев – дългогодишен ръководител на катедрата. През 1997 г. е създадено и първото в страната ИКСИ – бебе. Междувременно са внедрени редица клетъчно- и молекулно-биологични методи. Екипът на проф. д-р Илия Ватев полага основите по прилагането на най-модерните технологии за лечение на безплодието в България не само с въвеждането на съвременни подходи и методи, но и с обучението на много лекари и биолози за прилагане на асистирани репродуктивни техники (АРТ) за лечение на безплодието.
В сътрудничество с катедра „Медицинска генетика“ експериментално е въведена предимплантационната диагностика. Студентите на МУС единствени в Европа имат възможност да наблюдават на живо оплождане in vitro при мишка.